# Феодосій II
Феодосій II (дав.-гр. Θεοδόσιος 10 квітня 401 — 28 липня 450) — імператор Східної Римської імперії з 402 року (разом з батьком, з 408 року — одноосібно).

## Біографія
Основні турботи Феодосія і його міністрів складалися у відбитті нападів варварів з півночі (гуни), заходу (вандали) і сходу (перси). В 422 й 447 р. імперія зуміла відбити наступ сасанідів, однак у 429 р. вандали зайняли більшу частину візантійської Північної Африки, а вождь гунів Аттіла, незважаючи на примирливу політику Феодосія, в 441-43 й 447 р. спустошив дунайські провінції імперії. Із західним імператором Валентиніаном ІІІ Феодосій намагався підтримувати дружні відносини і видав за нього свою дочку Ліцинию Євдоксію.
431 року Феодосій II став ініціатором скликання Ефеського собору християнської церкви, на якому було позбавлено сану Константинопольського патріарха Несторія та засуджено його вчення (несторіанство)
У 450 р. Феодосія на полюванні скинув його кінь, і він помер від ушкодження хребта. На ньому закінчилася династія його діда, Феодосія Великого.

## Канонізація
Канонізований у Православ'ї як Святий Благовірний Римський Імператор Феодосій ІІ. День пам'яті - 28 липня.